# Hollywood Brats
(Pat Gilbert, Autore di "Passion is a Fashion the real story of The Clash")
Gli Hollywood Brats furono un gruppo glam rock formato nel 1971 a Londra.
Riconosciuti come i cugini britannici meno famosi dei New York Dolls, gli Hollywood Brats, nonostante avessero inciso un solo full-length realizzato solo dopo lo scioglimento, sono visti come tra i pionieri del punk rock.

## Storia
La prima incarnazione degli Hollywood Brats nacque a Londra nel 1971 quando il cantante Andrew Matheson (quello stesso anno trasferitosi dal Canada), il tastierista norvegese Casino Steel (Stein Groven), ed il batterista Lou Sparks iniziarono ad esibirsi regolarmente sotto il nome di "the Queen". Una sera, durante un loro concerto al noto Marquee club di Londra, Freddie Mercury gli si presentò minaccioso nel camerino. Si rivolse a Casino Steel colpendolo, e li invitò a cambiare nome vista l'omonimia con la sua band. Nonostante il rifiuto di Matheson e soci, il trio fu costretto al cambio di titolo visto che il gruppo di Mercury aveva già pubblicato una hit sotto questo nome. Fu così che si rinominarono Hollywood Brats.
Nel 1972, dietro le sei corde venne arruolato Eunan Brady, con cui entrarono in contatto attraverso un annuncio sul settimanale Melody Maker nel quale si cercava un chitarrista "drunk on scotch and Keith Richards" (ubriaco di scoth e Keith Richards); con l'aggiunta di Wayne Manor al basso, la formazione del gruppo era stata completata. Il quintetto ottenne una moderata popolarità nel circuito per via delle costanti esibizioni, e nell'estate del 1973, grazie ai loro sgargianti makeup ed il loro abbligliamento da donna sullo stile di New York Dolls e David Bowie, cominciarono ad attirare nuovo pubblico, vista anche la dilagante tendenza del glam rock durante la prima metà degli anni '70 in Gran Bretagna. Comunque, nonostante la grande similitudine con i cugini d'oltreoceano, i New York Dolls, i britannici non riuscirono ad ottenere un paragonabile successo, affermando comunque di non essersi mai ispirati al gruppo americano dato che non li avevano mai sentiti prima che venissero a suonare in Inghilterra. Nello stesso '73, i Brats vennero scoperti dal mentore Keith Moon, celebre batterista dei the Who, che gli permise di trovare un accordo discografico con la piccola label NEMS Records. Seguirono le registrazioni di un album, tuttavia l'etichetta si tirò indietro rifiutando di pubblicare il materiale a causa dello scarso interesse mediatico. Pare infatti che in Inghilterra in quel periodo fossero visti come eccessivamente oltraggiosi. Nessun'altra casa discografica si disse interessata al disco, che rimase irrealizzato. Questa battuta d'arresto provocò lo scioglimento della formazione nel 1974, dopo che Steel e Matheson rubarono le registrazioni dell'album. Casino tornò in Norvegia con queste incisioni e concluse un accordo con la filiale locale della Mercury Records che pubblicò l'album nel 1975 intitolandolo Grown Up Wrong e accreditando la band come "Andrew Matheson & The Brats" per evitare i problemi contrattuali con la NEMS. Comunque l'album venne diffuso solo in Scandinavia. Dopo lo scioglimento, Matheson collaborò con altri artisti tra cui Wreckless Eric, mentre Steel raggiunse per breve i London SS prima che Mat Dangerfield lo sostituisse per formare i the Boys nel 1976.
Nel '75 l'ex manager dei New York Dolls Malcolm McLaren, al suo ritorno da New York, si rivolse proprio a Matheson e Steel con l'idea di coinvolgerli in un suo nuovo progetto musicale. I due rifiutarono l'offerta, mentre McLaren darà vita al suo progetto con un'altra band che prenderà il nome di Sex Pistols.
In seguito, la britannica Cherry Red Records si disse intenzionata a diffondere il materiale degli Hollywood Brats nel paese d'origine, e pubblicò come singolo la loro cover dei The Crystals "Then He Kissed Me"  nel 1979 (curiosamente anche la glam band statunitense Kiss aveva riproposto questo brano nel disco Love Gun nel '77) e ri-pubblicò lo stesso album nel 1980 rinominandolo Hollywood Brats. Questa ristampa fu voluta vista la grande importanza che la band aveva avuto per la nascita del punk rock in Inghilterra.

## Formazione
- Andrew Matheson[10] - voce
- Eunan Brady - chitarra
- Casino Steel (Stein Groven) - tastiere
- Wayne Manor - basso
- Lou Sparks - batteria

## Discografia
- 1980 Hollywood Brats